# Wolfgang Dietrich (Politiker)
Wolfgang Dietrich (* 24. November 1951 in Inden; † 26. Oktober 2016) war ein deutscher Politiker der CDU.

## Ausbildung und Beruf
Wolfgang Dietrich erwarb 1967 die Mittlere Reife sowie 1969 die Fachhochschulreife.
Von 1969 bis 1972 besuchte er die Fachhochschule für Finanzen Nordrhein-Westfalen in Nordkirchen, die er als Diplom-Finanzwirt abschloss. Als Finanzbeamter im gehobenen Dienst war er von 1969 bis 1976 in der Finanzverwaltung NRW tätig. Er erlangte 1978 den Abschluss als Steuerberater und war danach als solcher tätig.

## Politik
Dietrich war seit 1974 Mitglied der CDU. 1992 wurde er zum Vorsitzender des CDU-Stadtverbandes Geilenkirchen gewählt. 1989 wurde er Mitglied des Vorstandes des CDU-Kreisverbandes Heinsberg und war seit 1991 als Schatzmeister dort tätig. Seine weiteren Laufbahnstationen: 1996 Mitglied der Finanzkommission der CDU NRW und Rechnungsprüfer der CDU NRW seit 1997. Von 1994 bis 2000 war er Stadtverordneter im Rat der Stadt Geilenkirchen, stellvertretender Fraktionsvorsitzender der CDU-Fraktion im Rat und deren finanzpolitischer Sprecher. 1990 wurde Wolfgang Dietrich Ortsvorsteher von Prummern, einem Stadtbezirk von Geilenkirchen. Außerdem war er von 1995 bis 1999 Mitglied im Bezirksplanungsrat Köln und Mitglied der Regionalkonferenz Aachen.
Wolfgang Dietrich war von 2000 bis 2005 direkt gewähltes Mitglied des 13. Landtags von Nordrhein-Westfalen.